# Ommadawn
Ommadawn este al treilea album al lui Mike Oldfield lansat în 1975 prin Virgin Records. Coperta albumului a fost realizată de David Bailey. Discul a ajuns până pe locul 4 în UK Albums Chart. Albumul a fost reeditat în 2010 cu material adițional.

## Tracklist
1. "Ommadawn, Part one" (19:23)
2. "Ommadawn, Part two" (13:54)
3. "On Horseback" (3:23)

- Toate compozițiile au fost scrise de Mike Oldfield

## Single-uri
- "In Dulci Jubilo"/"On Horseback" (1975)